# 山口拓己
山口 拓己（やまぐち たくみ、1974年1月12日 - ）は、日本の実業家、経営者。株式会社PR TIMESの代表取締役社長。株式会社グッドパッチの社外取締役。

## 人物
愛知県豊橋市出身。愛知県立豊橋南高等学校を経て、1996年東京理科大学理工学部卒業後、山一證券株式会社に入社。アビームコンサルティング株式会社などを経て、2006年3月に株式会社ベクトルに入社し、6月に同社取締役CFO（最高財務責任者）に就任。2007年にプレスリリース配信サービス「PR TIMES」を立ち上げ、同社代表取締役社長に就任（現任）。
2020年1月に株式会社グッドパッチの社外取締役に就任（現任）。2020年11月に豊橋市未来創生アドバイザー（現任）。